# オジンツォボ

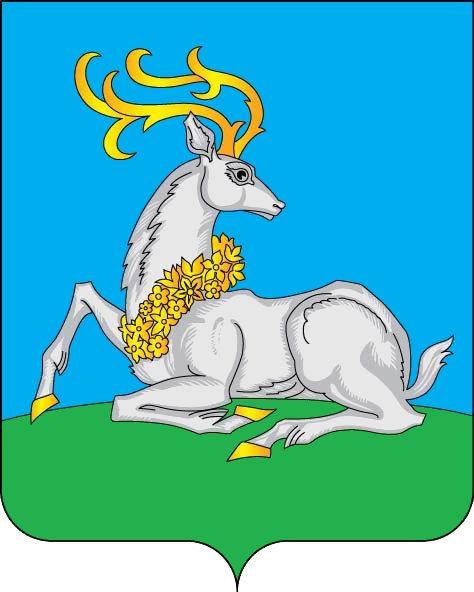
オジンツォヴォ紋章

オジンツォボ (ロシア語: Одинцо́во, Odintsovo)は、ロシアのモスクワ州にある都市。人口は18万530人（2021年） 。モスクワの南西にあり、モスクワ市の市境から6キロメートル西にある。近くには、モスクワ・スモレンスク・ミンスク・ワルシャワを結ぶ高速道路M1が走り、モスクワを取り巻く環状自動車道路（MKAD）も交差する。

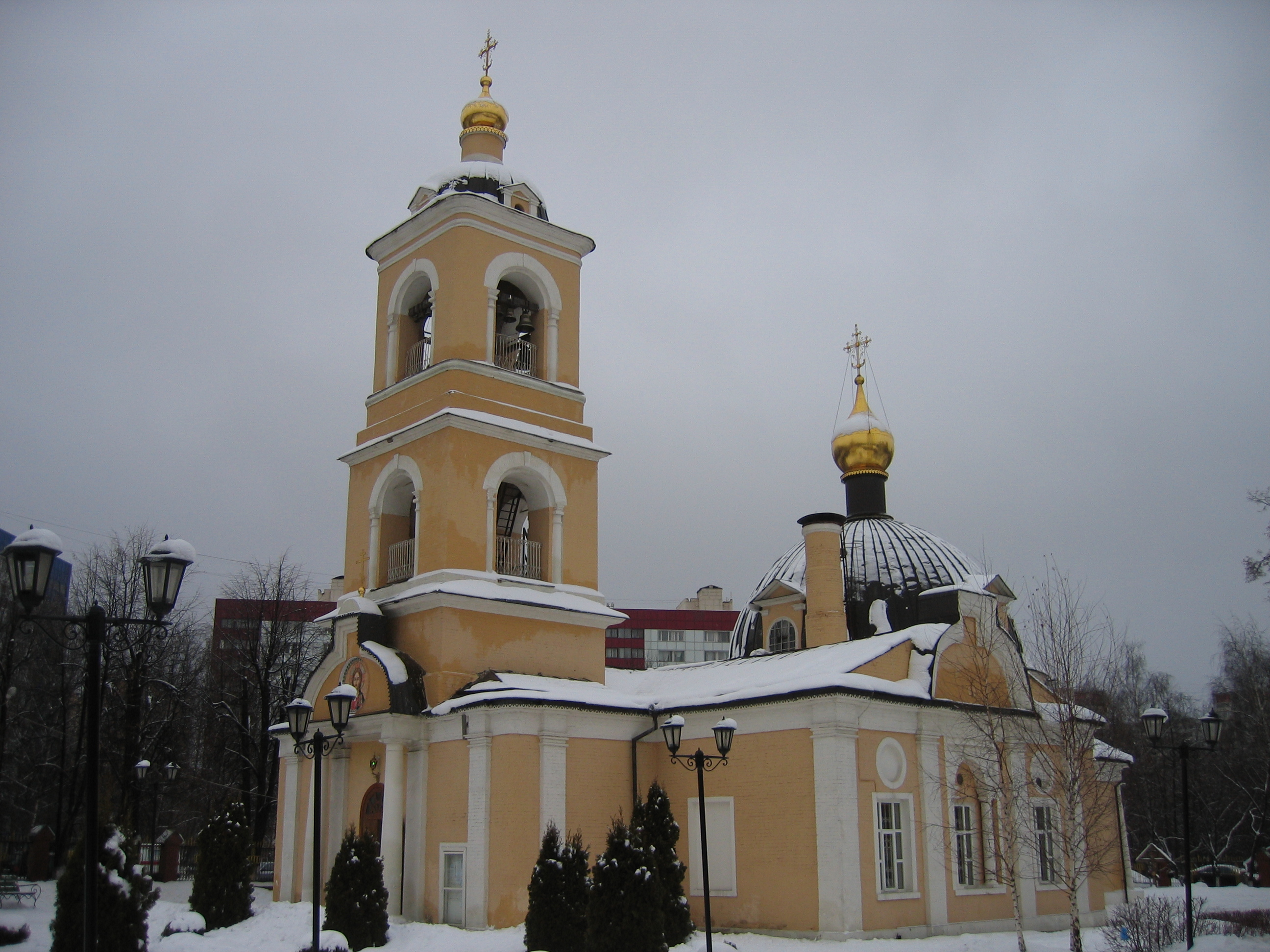
オジンツォヴォのグレブネフ聖堂

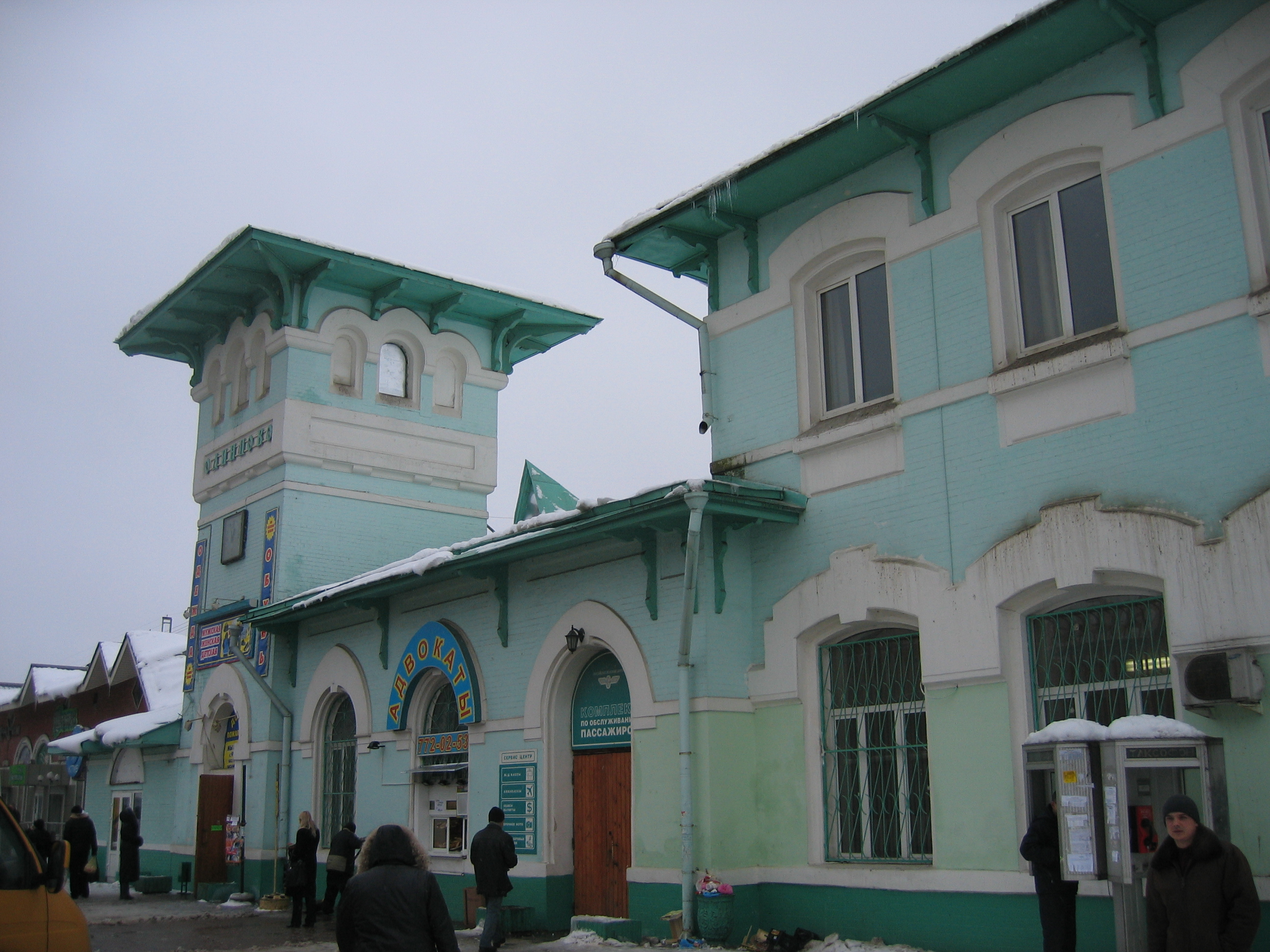
オジンツォヴォ駅

市内には高級チョコレートメーカーA・コルクノフの工場がある。

## 歴史
オジンツォヴォと言う地名は、ドミトリー・ドンスコイの部下でありモスクワ南西のこの地を賜ったアンドレイ・オディネツに由来するとされる。オジンツォヴォ村は1627年の記録に初出する。1870年にはモスクワ＝スモレンスク間の鉄道が着工し、オジンツォヴォは鉄道で気軽に来られる保養地としてモスクワ市民からの人気を得るようになった。オジンツォヴォは郊外住宅地となり、1957年には市の地位を得た。

## 産業
重要な産業は建築材料の製造と、化学製品である。また衣料製造や家具製造や食品工業も盛ん。

## スポーツ
- イスクラ・オジンツォボ - 男子バレーボールチーム
- ザレチエ・オジンツォボ - 女子バレーボールチーム

## 姉妹都市
- ナヴァポラツク、ベラルーシ
- ベルジャーンシク、ウクライナ
- ケルチ、ウクライナ
- キズリャル、ロシア
- en:Wittmund、ドイツ
- アナディリ、ロシア
- クルシェヴァツ、セルビア